# Kub (Namibia)

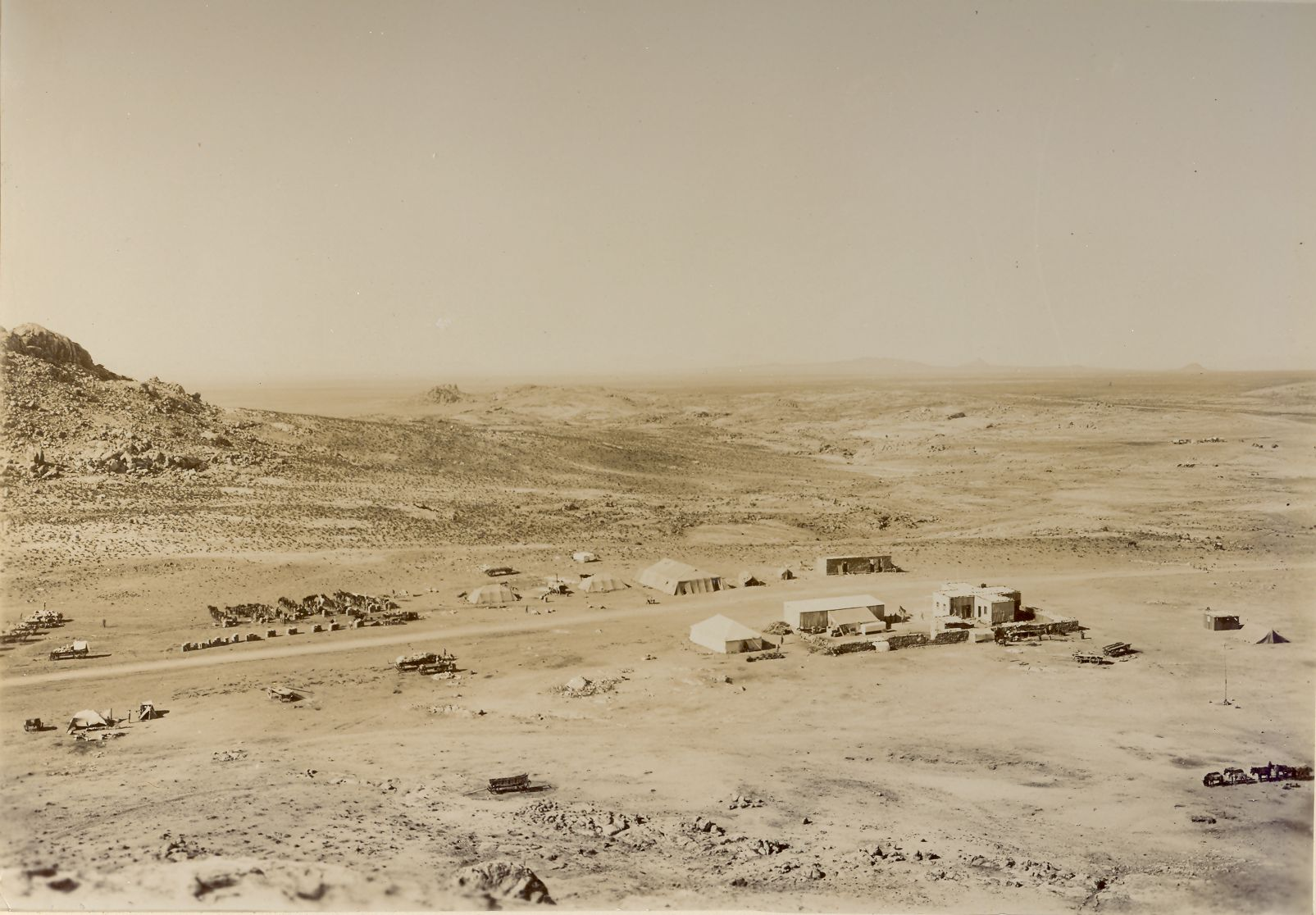
Station Kubub (Kub), um 1905

Kub (afrikaans Khoop, in der deutschen Kolonialzeit selten auch Kubub genannt) war eine Ende des 19. bis etwa Mitte des 20. Jahrhunderts existierende Ansiedlung im heutigen Namibia. Sie lag in der seit 1992 bestehenden Region Hardap, ca. 90 km nordwestlich der Regionshauptstadt Mariental. Die nächste größere Siedlung ist Kalkrand, ca. 25 km nordöstlich. Aus der Zeit der aktiven Besiedlung existieren (Stand März 2021) noch einige Ruinen.
Zur Deutschen Kolonialzeit war die Siedlung außerdem Militärstützpunkt sowie zur Zeit des Nama-Aufstandes Schauplatz eines Gefechtes.
Als mit dem Bau der Bahnstrecke Windhoek–Nakop der Bahnhof in Kalkrand eröffnet wurde, begann der langsame Niedergang der Siedlung. Mitte des 20. Jahrhunderts wurde sie schließlich aufgegeben.

## Geschichte
Der genaue Zeitpunkt der Gründung Kubs ist nicht näher bekannt. Zur deutschen Kolonialzeit lag die Siedlung im so genannten „Groß-Namaland“. Die Vegetation erlaubte hier die Haltung größerer Schafherden, sodass hier etwa ab Anfang der 1890er Jahre mit der rationellen Zucht von Wollschafen durch die Kolonialgesellschaft für Südwestafrika begonnen wurde.

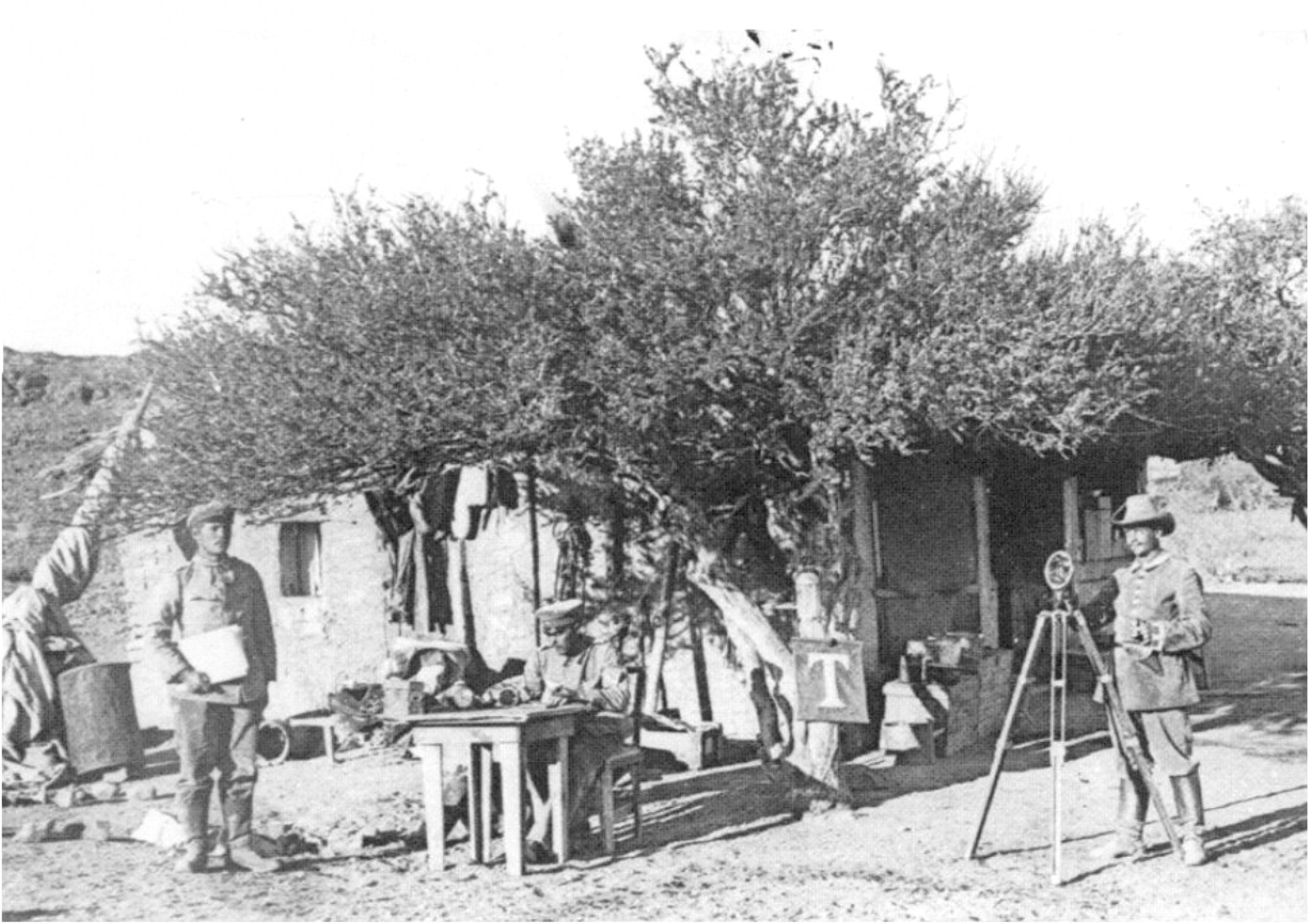
Heliographenposten der Militärstation Kubub (auch Kub)

Im Dezember 1893 wurde die Station Ziel eines Überfalls des Witbooi–Nama Kaptein Hendrik Witbooi, bei dem dieser etwa 3000 Schafe erbeutete. Der Überfall bedeutete das Ende der Schafzucht und Kub wurde in der Folge als Militärposten mit einer Heliographenstation ausgebaut. Um die Jahrhundertwende zogen auch einige afrikaanssprachige Familien aus der britischen Kapkolonie nach Kub. Diese pachteten oder kauften das umliegende Farmland von Hendrik Witbooi, dem die Gegend nach der Unterzeichnung eines „Schutzvertrages“ als Siedlungsgebiet für seine Stammesangehörigen zugewiesen worden war. Ab 1903 und ab dem 1. August 1910 in einem eigenen Schulgebäude existierte auch eine Schule in Kub, in der Kinder bis Ende der 1950er Jahre auf Afrikaans unterrichtet wurden. Sie gilt als erste afrikaanse Schule Namibias und ist als Ruine erhalten.
Ab Mitte 1904 kam es zu einem erneuten Aufstand der Nama unter Witbooi und weiterer Stämme im Gebiet um Kub. Im November 1904 ereignete sich hier ein Gefecht zwischen der deutschen kolonialen Schutztruppe und einem Verband der Nama.

### Gefecht bei Kub

#### Vorgeschichte

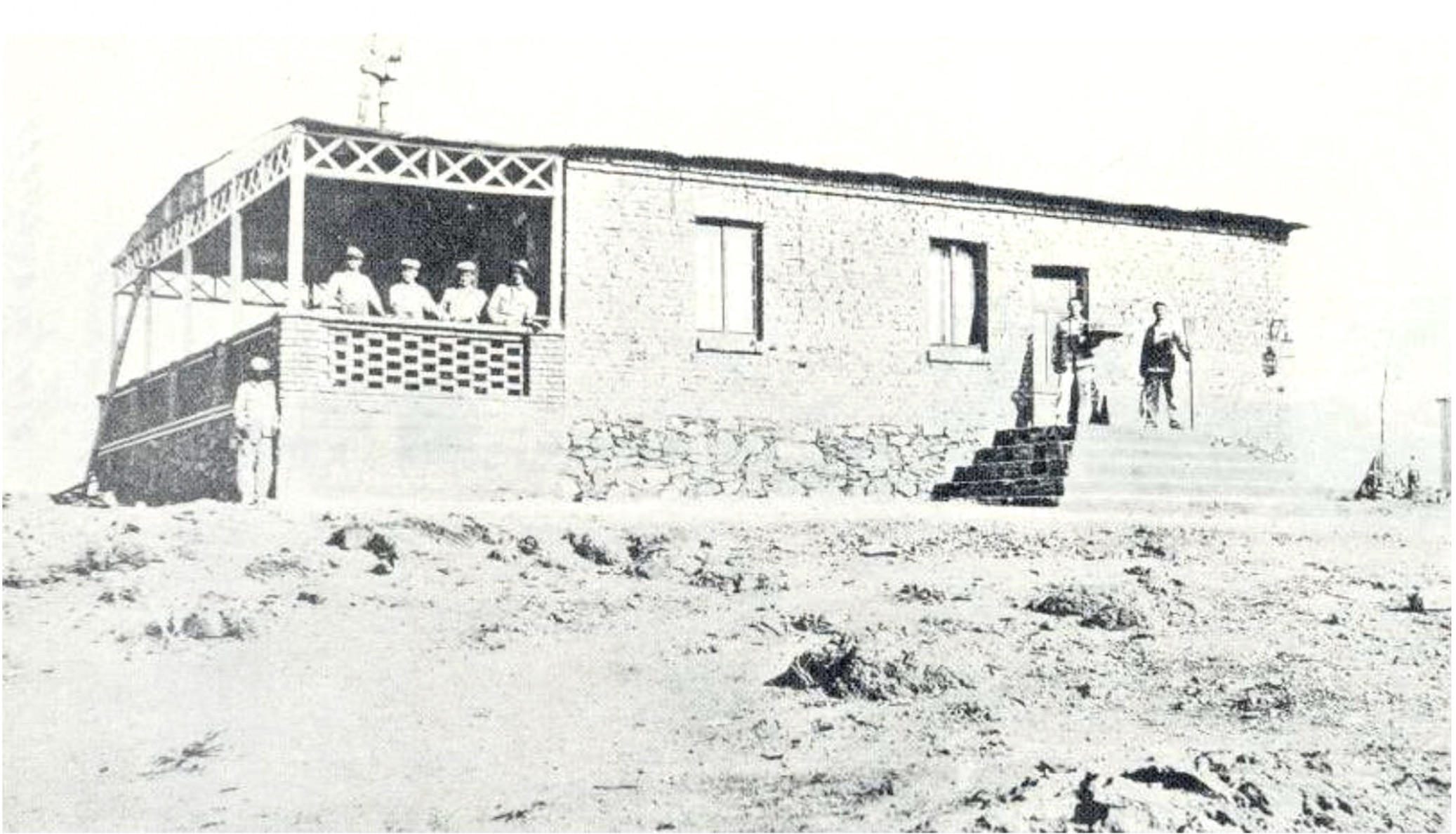
Casinogebäude der Militärstation Kubub (auch Kub)

Im Oktober 1904 erhob sich der schon über 80-jährige Hendrik Witbooi erneut gegen die deutsche Kolonialherrschaft, nachdem er kurz zuvor noch den deutschen Feldzug gegen die Herero mit Truppen unterstützt hatte. Als Hintergrund werden die Ablösung des bisherigen Gouverneurs der Kolonie Theodor Leutwein durch den viel radikaler vorgehenden Lothar von Trotha als Kommandeur der Schutztruppe im Juni 1904 (Witbooi hatte Leutwein persönlich Treue geschworen) und Berichte über dessen drastisches Vorgehen in der Schlacht am Waterberg, aber auch der Einfluss des radikalen Propheten Shepherd Stuurman angesehen.
In der Folge richtete Witboi am 3. Oktober 1904 einen Brief an den Bezirkshauptmann von Gibeon, Henning von Burgsdorff, in dem er den bestehenden „Schutz- und Beistandspakt“ aufkündigte und stattdessen eine offizielle Kriegserklärung aussprach. Burgsdorff wurde kurz darauf von einem Anhänger Witboois ermordet.

#### Das Gefecht

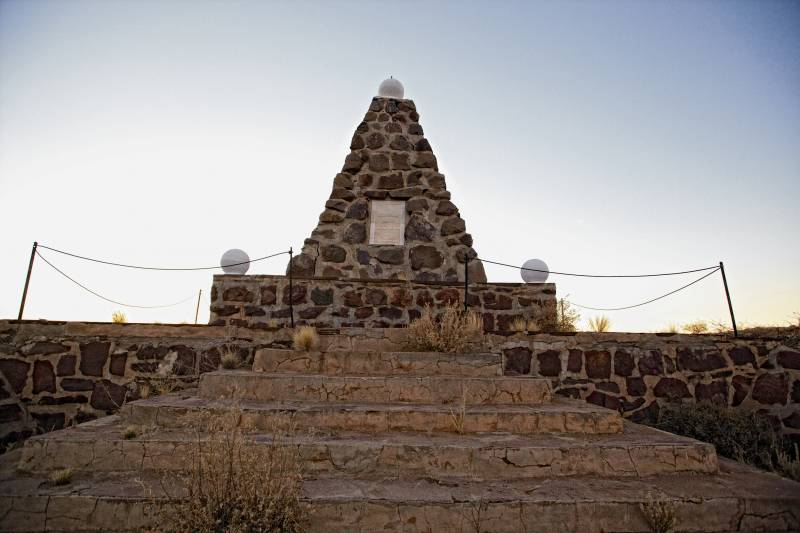
Denkmal bei Kub

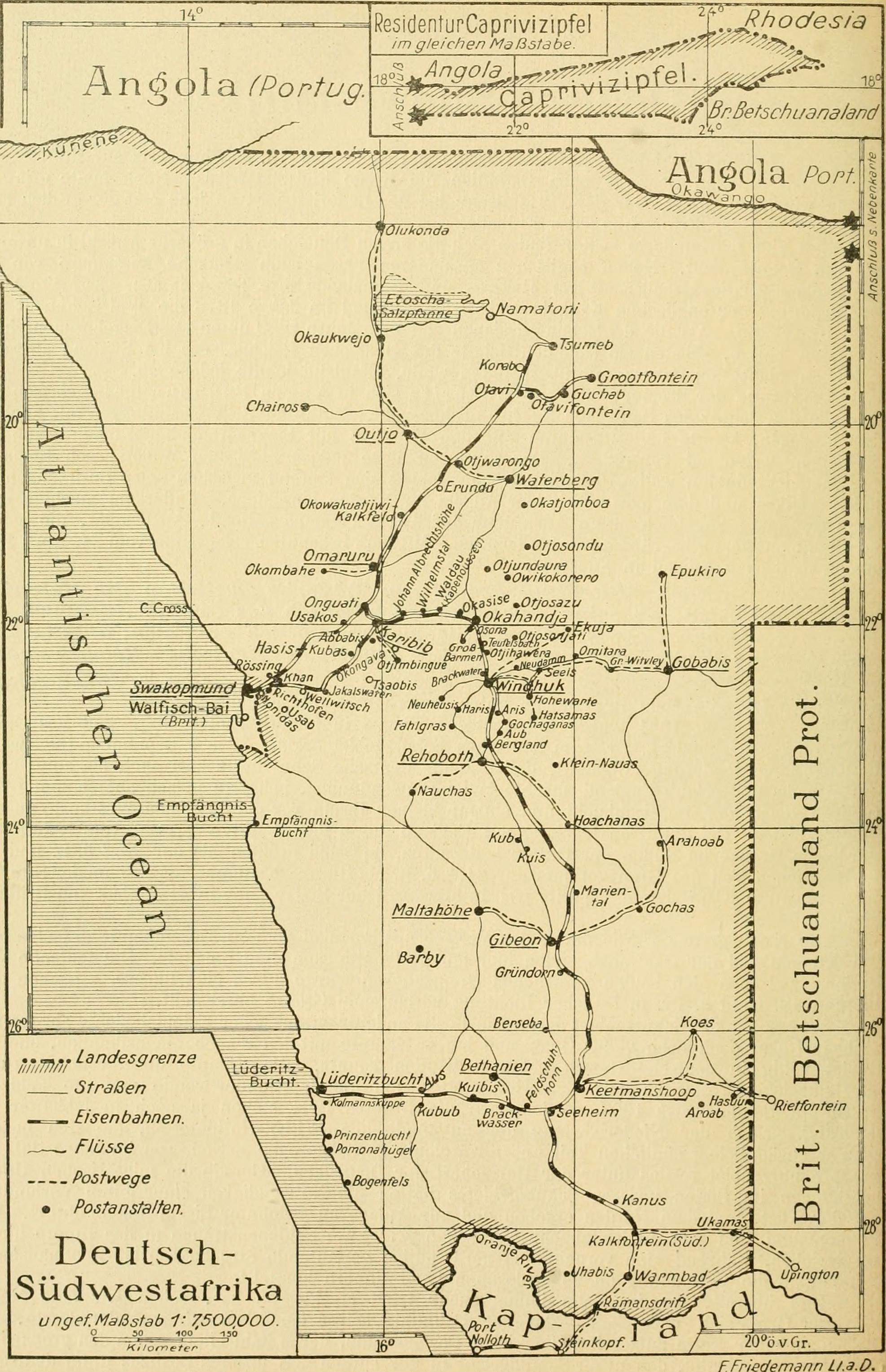
Kub auf einer Karte aus der Zeit von Deutsch-Südwestafrika

In der Nacht zum 22. November traf Witbooi mit etwa 300 bewaffneten Stammesangehörigen vor Kub ein, wo die Viehherden der Buren sowie der Militärposten Aussicht auf Beute boten. In Kub lagen zu der Zeit die 2. Kompanie des 1. Feldregiments, die Hälfte der 2. Gebirgsbatterie sowie weitere Ersatztruppen.
Im Morgengrauen gelang es den Nama, die Transporttiere der Gebirgsbatterie von ihren Weiden zu entfernen und eine deutsche Patrouille in einen Hinterhalt zu locken. Durch diese Erfolge ermutigt griffen die Nama Kub in der Folge von Osten, Südosten und Nordosten an und versuchten, den Ort einzukreisen. In dieser Situation erschien die 4. Kompanie der Schutztruppe unter Oberst Berthold Deimling auf dem Gefechtsfeld und die Nama wurden auch mit Hilfe der Gebirgshaubitzen zurückgeschlagen. Auf deutscher Seite fielen drei Offiziere und zehn Soldaten. Über die Verluste der Nama ist nichts näheres bekannt.
Zum Gedenken an die deutschen Gefallenen wurde 1905 ein Denkmal bei Kub, auf der Farm Voigtskub, errichtet, das seit dem 1. November 1968 ein Nationales Denkmal Namibias ist.

### Weitere Entwicklung Kubs und Niedergang
Noch während der Ausstand der Nama andauerte, wurden in Kub Brunnenbohrungen unternommen, um die Versorgungslage der Schutztruppe mit Trinkwasser in diesem Teil des Landes zu verbessern. Oberst Deimling nutzte die Militärstation in der folgenden Zeit als Basis für weitere Operationen gegen Witbooi und seine Kämpfer.
Nachdem die Kämpfe gegen die Nama nach dem Tod Witboois im Oktober des folgenden Jahres allmählich abgeflaut waren, richtete die Kolonialverwaltung eine Heilstätte für Tuberkulosekranke in der Militärstation ein.
Als mit dem Bau der Eisenbahnstrecke Bahnstrecke Windhoek–Nakop der Bahnhof Kalkrand eröffnet wurde, verlor die Siedlung nach und nach an Bedeutung.
Als die Nationalstraße B1 durch Kalkrand gebaut wurde, erhielt der 25 km entfernte Ort auch eine größere Schule. Die afrikaanse Schule in Kub wurde somit am 12. Dezember 1958 offiziell geschlossen. Heute existieren noch einige Gebäude der Siedlung, die zum Teil als Ruinen erhalten sind oder von den umliegenden Farmen als landwirtschaftliche Nutzgebäude genutzt werden.